# Spigelia stenocardia
Spigelia stenocardia är en tvåhjärtbladig växtart som först beskrevs av Paul Carpenter Standley, och fick sitt nu gällande namn av Francisco Javier Fernández Casas. Spigelia stenocardia ingår i släktet Spigelia och familjen Loganiaceae. Inga underarter finns listade i Catalogue of Life.